# تریویمی ولیسته
تریویمی ولیسته (استونیایی: Trivimi Velliste؛ زادهٔ ۴ مهٔ ۱۹۴۷) سیاست‌مدار اهل استونی است.
وی از سال ۱۹۹۲ تا ۱۹۹۴ وزیر امور خارجه استونی و از سال ۱۹۹۴ تا ۱۹۹۸ سفیر استونی در سازمان ملل متحد بوده، ولیسته همچنین برندهٔ جوایزی همچون جایزه یادبود تورف رافتو شده‌است.